# Hamptjärnen (Piteå socken, Norrbotten, 725452-172562)
Hamptjärnen är en sjö i Piteå kommun i Norrbotten och ingår i Åbyälvens huvudavrinningsområde.